# Șopotu Vechi, Caraș-Severin
Șopotu Vechi este un sat în comuna Dalboșeț din județul Caraș-Severin, Banat, România.

## Legături externe

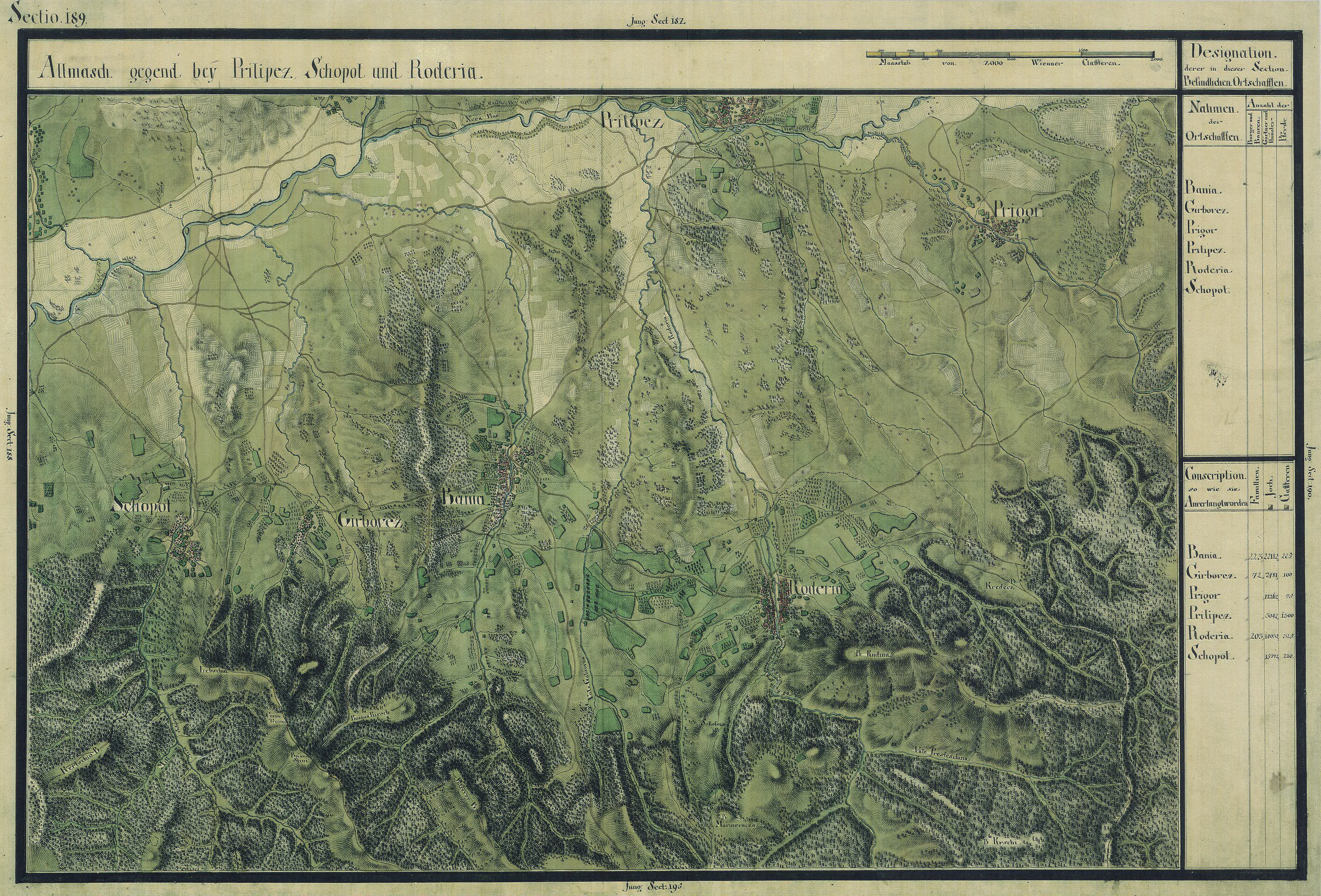
Şopotu Vechi în Harta Iosefină a Banatului, 1769-72